# Dammerstock
Dammerstock – osiedle w dzielnicy Weiherfeld-Dammerstock w południowej części niemieckiego miasta Karlsruhe.
Dammerstock leży między rzeką Alb i główną osią północ-południe miasta, prowadzącą do Ettlingen i Schwarzwaldu. Przy zachodnim wjeździe do osiedla znajduje się stacja Albtalbahn. Osiedle Dammerstock uznawane jest za jedno z najważniejszych osiągnięć przedwojennego niemieckiego modernizmu (Neues Bauen).

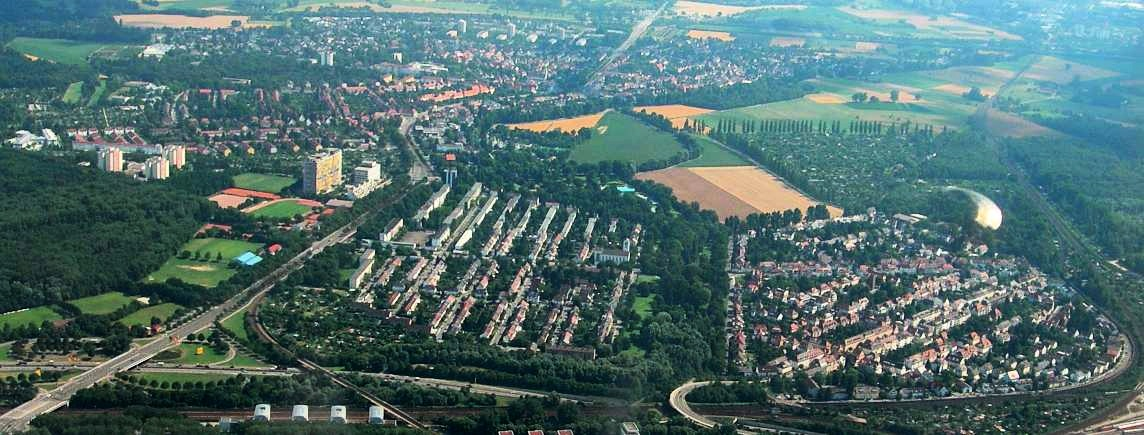
Zdjęcie lotnicze południowych dzielnic Karlsruhe, w środku Damerstock

## Powstanie osiedla
W 1928 władze miasta Karlsruhe rozpisały konkurs urbanistyczny na zabudowę należących do majątku komunalnego południowych terenów Dammerstock. Zakładano zabudowanie terenu mieszkaniami socjalnymi do połowy 1929. W warunkach konkursu przewidziano jako główny cel wartość funkcjonalną mieszkań dla rodzin o średnich i niskich dochodach. Do konkursu zaproszono m.in. Waltera Gropiusa, Ottona Haeslera, Wilhelma Riphahna i Klausa Grotha. W skład sądu konkursowego wchodzili tak znaczący w ówczesnym środowisku architekci jak Ernst May, Ludwig Mies van der Rohe i Paul Schmitthenner, co nadało konkursowi wysoką rangę.
Pierwszą nagrodę zdobył ze swoim projektem Walter Gropius, który krótko wcześniej zrezygnował z kierowania Bauhausem, zaś drugą nagrodę - Otto Haesler. Gropius przejął kierownictwo pierwszego odcinka budowy i miał za zadanie koordynację działań poszczególnych architektów. Przede wszystkim znaczenie tu miał przyjęty przez Gropiusa układ rzędowy (linijkowy) zabudowy, rozmieszczonej w postaci równoległych do siebie ciągów w kierunku północ-południe. Zerwano całkowicie z klasyczną zabudową obrzeżną. Układ rzędowy zabudowy miał na celu jak najlepsze usłonecznienie (rano słońce w sypialni, wieczorem w salonie), a także lepsze przewietrzanie. Mieszkania były rozplanowane tak, aby także przy dużej liczbie mieszkańców osiągnąć strefowanie obszarów funkcjonalnych. Osiedle zawierało zarówno średniowysokie i niskie budynki wielorodzinne jak i szeregowe i jednorodzinne, jednak architektura wszystkich typów zabudowy była podobna, a gęstość zabudowy rozrzedzała się od arterii komunikacyjnej w kierunku rzeki.
W październiku 1929 ukończono pierwsze 228 mieszkań i prezentowano je w ramach wystawy »Die Gebrauchswohnung« (Mieszkanie użytkowe). Reklamy wystawy zaprojektował Kurt Schwitters.

## Dalszy rozwój

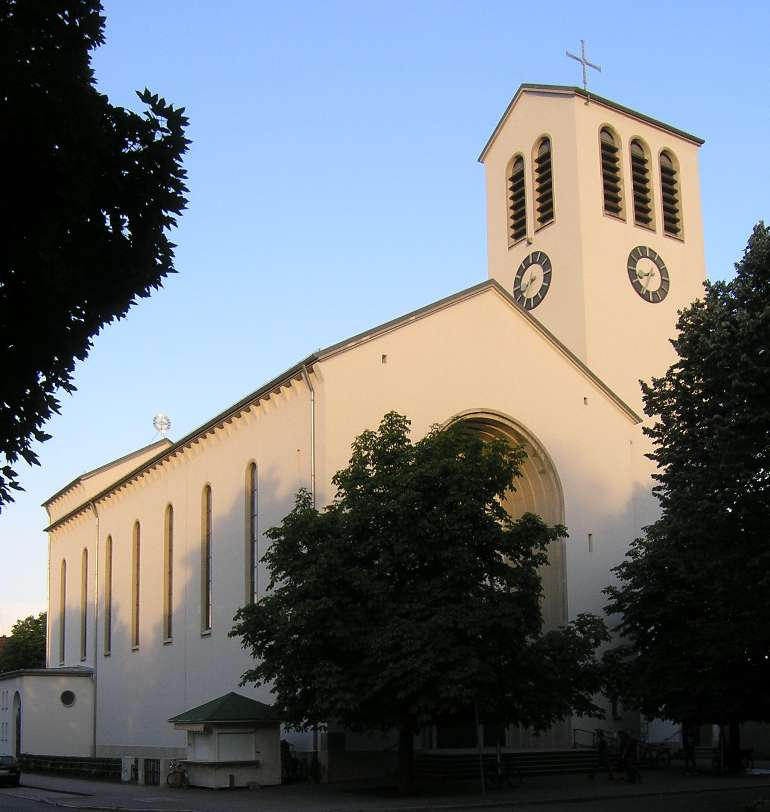
Kościół św. Franciszka

Osiedle nie zostało ukończone wedle pierwotnego planu ze względu na kryzys gospodarczy roku 1929. Po przejęciu władzy przez narodowych socjalistów, którzy odrzucali nowe budownictwo, powstały od 1934 domy ze spadzistym dachem, utrzymane w tradycyjnym stylu ojczyźnianym. W latach 1936–1938 powstał kościół św. Franciszka, o formach zainspirowanych przez szkołę stuttgarcką. Po 1949 powstało kilka galeriowców, posiadających ponownie cechy modernistyczne.
Początkowo osiedle było wyśmiewane, a jego nazwę przekręcano złośliwie na Jammerstock. Ze względu na małe mieszkania, na osiedlu mieszka mniej osób, niż początkowo planowano. Dziś osiedle stanowi jedną z najatrakcyjniejszych dzielnic mieszkaniowych Karlsruhe.